# 安德烈·沃德
安德烈·迈克尔·沃德（英語：Andre Michael Ward，1984年2月23日—），生于加利福尼亚州奥克兰，美国男子拳击运动员。他曾获得2004年夏季奥林匹克运动会拳击男子轻重量级金牌，是一位美国前职业拳击手。沃德于2004年转战职业拳坛，2017年以不败的战绩退役，并在两个体重级别上获得了多个世界冠军，包括2009年到2015年间的统一超中量级冠军，以及2016年到2017年间的统一轻重量级冠军。
作为轻重量级冠军期间，沃德被《拳坛》杂志和跨国拳击排名委员会（TBRB）评为P4P现役最佳拳手，同时也被《拳坛》、TBRB和BoxRec评为该级别现役最佳拳手。截至2022年1月，BoxRec将沃德评为有史以来最伟大的拳手之一，P4P排名第十二位。
作为业余拳击手，沃德在2004年奥运会夺得轻重量级金牌，并于同年转职业。2009年，他参与超级六世界拳击经典赛，迅速声名大噪，在小组赛首轮便从米凯尔·凯斯勒手中夺取WBA超中量级冠军（超级版本）。2011年，沃德在总决赛中战胜WBC冠军卡尔·弗罗奇，不仅统一了头衔，还赢得了空缺的《拳坛》杂志冠军头衔和统一拳王头衔。同年，沃德荣获《拳坛》及美国拳击作家协会评选的年度最佳拳手。

2016年，在一段零星比赛活动之后，沃德升入轻重量级，并从当时保持不败纪录的谢尔盖·科瓦列夫手中夺得了WBA（无争议版本）、IBF和WBO的冠军头衔。这一成就让沃德赢得了《拳坛》杂志颁发的年度最佳复出奖。一年后，在与科瓦列夫的二番战中成功卫冕了他的冠军头衔，随后宣布退役。2021年，沃德首次符合资格，即荣膺入选国际拳击名人堂。